# Małgorzata Starosta
Małgorzata Starosta (ur. 1982 we Wrocławiu) – polska historyk literatury, antropolog kultury i pisarka, autorka komediowych powieści kryminalnych.

## Życiorys
Zadebiutowała książką w 2020, obyczajowo-kryminalną komedią Pruskie baby, stanowiącą pierwszą część trzytomowego cyklu, sagi rodzinnej (tzw. różowa trylogia lub cykl Pruskie baby). Z miłości do Podlasia i jego folkloru powstał cykl W siedlisku: Szczęśliwy los (2021) oraz Miłość i inne klątwy (2021), utrzymany w konwencji realizmu magicznego nasyconego wierzeniami ludowymi.
Kto zabił mamusię (2022), publikowana na Facebooku powieść w odcinkach ostatecznie trafiła do druku. Część dochodu ze sprzedaży jest przeznaczona na rzecz fundacji humanitarnych wspomagających Ukrainę w związku z inwazją Rosji. Kto zabił mamusię to klasyczna komedia kryminalna nawiązująca w formie do książek Joanny Chmielewskiej. Główna bohaterka powieści zostaje wplątana w sprawę zabójstwa jej byłej teściowej, z którą nie miała kontaktu od wielu lat. Okazuje się, że zamordowana zostawiła do niej list, a w nim liczne zagadki, których rozwikłanie doprowadzi do znalezienia mordercy i rozwiązania sprawy tajemnicy sprzed lat.

## Nagrody i wyróżnienia
Małgorzata Starosta otrzymała wyróżnienia na różnych ogólnopolskich konkursach literackich, m.in. za bajki wierszem (2008). W 2011 została wyróżniona w konkursie Uniwersytetu Gdańskiego za opowiadanie Gdzie jest mój mąż? (2010). Wina wina (2021) zwyciężyła w konkursie Moc śmiechu na powieść komediową.

## Twórczość[5]

### Różowa trylogia
- Pruskie baby (2020)
- Wesela nie będzie! (2020)
- Kwestia czasu (2020)

### CyklW siedlisku
- Szczęśliwy los (2021)
- Miłość i inne klątwy (2021)
- O gusłach się nie dyskutuje (2022)

### Cykl z Agatą Śródką
- Wina wina (2021)
- Tajemnica carycy (2022)
- Rolady i romanse (2023)

### Powieść pisana w odcinkach na Facebooku[3]
- Przepraszam, gdzie są moje zwłoki?

### Cykl Jeremi Organek[5]
- Gdzie są moje zwłoki? (2023)
- Komu zginął trup? (2024)

### Powieści jednotomowe
- Kto zabił mamusię? (2022)
- Cynamonowe gwiazdy (2022)
- Wigilijna zagadka (2023)

- Na tropie trupa (2023)